# Laguna Setúbal
Laguna Setúbal är en sjö i Argentina.   Den ligger i provinsen Santa Fe, i den centrala delen av landet, 400 km nordväst om huvudstaden Buenos Aires. Laguna Setúbal ligger 11 meter över havet.
Trakten runt Laguna Setúbal består huvudsakligen av våtmarker. Runt Laguna Setúbal är det ganska tätbefolkat, med 172 invånare per kvadratkilometer.